# بئانانا (مائواتانانا)
بئانانا (انگلیسی: Beanana, Maevatanana) یک شهرک در ماداگاسکار است.